# Tetrasarus lineatus
Tetrasarus lineatus là một loài bọ cánh cứng trong họ Cerambycidae.